# 格奥尔吉·齐涅夫
格奥尔吉·卡尔波维奇·齐涅夫（俄语：Гео́ргий Ка́рпович Цинёв，1907年4月22日（5月5日）—1996年5月31日）乌克兰人，克格勃副主席，苏联陆军大将。

## 生平
1907年，生于叶卡捷琳诺斯拉夫。1925年，在第聂伯罗彼得罗夫斯克李卜克内西工厂任工程师。1932年，加入苏联共产党。1934年，毕业于第聂伯罗彼得罗夫斯克冶金学院，1939年，任第聂伯罗彼得罗夫斯克列宁区区委书记、市委书记。1941年，苏德战争爆发，在作战部领导政治工作。1942年，晋升上校。1945年，晋升少将。1945年，任盟军住奥地利首席代表。1950年，任苏联驻奥地利副最高委员。
1953年，调入苏联国家安全委员会。1957年，晋升中将。1958年，任克格勃捷尔任斯基特别团团长。1960年，任克格勃第三总局副局长。1966年，任克格勃第三总局局长。1967年，晋升上将。1970年，任克格勃副主席主管第二总局的工作。1971年，为苏共中央检查委员会委员。1976年，为苏共中央委员。1978年，晋升大将。1982年，任克格勃第一副主席。1985年，任国防部总监查组总监。1992年，退休。 1996年，逝世于莫斯科。